# モトヴン
モトヴン (クロアチア語: Motovunクロアチア語発音: [mɔtɔ̌ʋuːn], イタリア語: MontonaまたはMontona d'Istria) はクロアチアのイストリア半島中心部にある村およびそれを中心とした基礎自治体である。2001年現在、村自体の人口は531人で基礎自治体全体では983人であった。住民のうち192人はイタリア語を母語とする人たちである。1902-1935年の間、トリエステからポレッチまでポレチャンカと呼ばれる、ナローゲージの鉄道が敷かれており、村の下の谷を通っていた。季節になると周辺の森林ではトリュフが採取されるが、特に白トリュフは美味で有名。岩山の上にあり、朝、麓が霧に覆われると雲海の上にいるかのような光景を呈す。

## みどころ

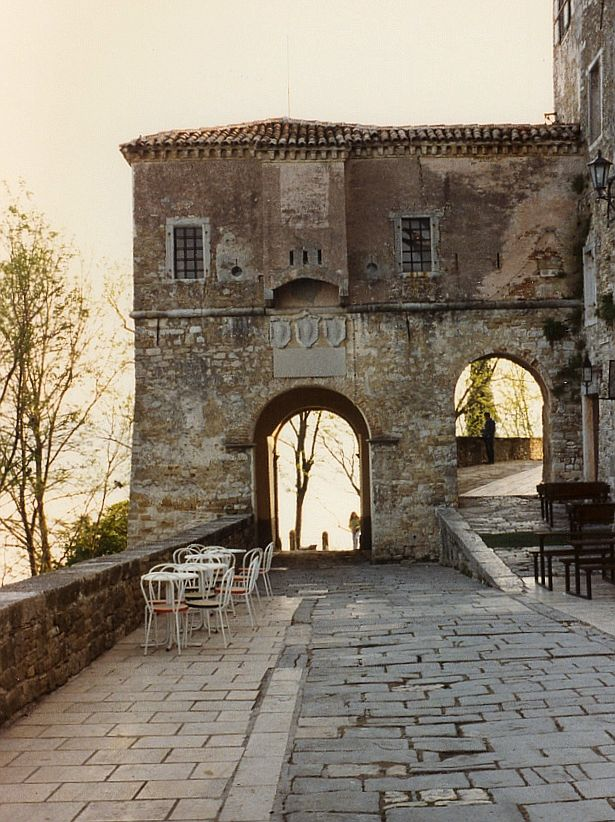
城門

モトヴンはカステリイェルKastelijerと呼ばれていた古都の場所で発展した中世の町である。モトヴンは海抜270 m (886 ft) の場所にあり、丘に家屋が点在している。城壁の内壁の上にはモトヴンを支配したいくつかの異なった一族の紋章と、1世紀に遡るローマ人住民の2つの墓碑がある。10世紀や11世紀にモトヴンはポレッチ司教に属していた。1278年からヴェネツィアに引き継がれ周囲は今日でも損なわれていない堅牢な城壁に囲まれ、城壁はイストリアの四方の素晴らしい景色を眺める遊歩道として使われている。町の3つの全ての部分は内側と外側の城壁と14世紀から17世紀に建てられたロマネスク建築、ゴシック建築、ルネサンス建築の要素を含んだ塔と城門の仕組みでつながっている。これは典型的なヴェネツィアのコロニアル建築の例である。

### 教区教会の聖ステパノ教会

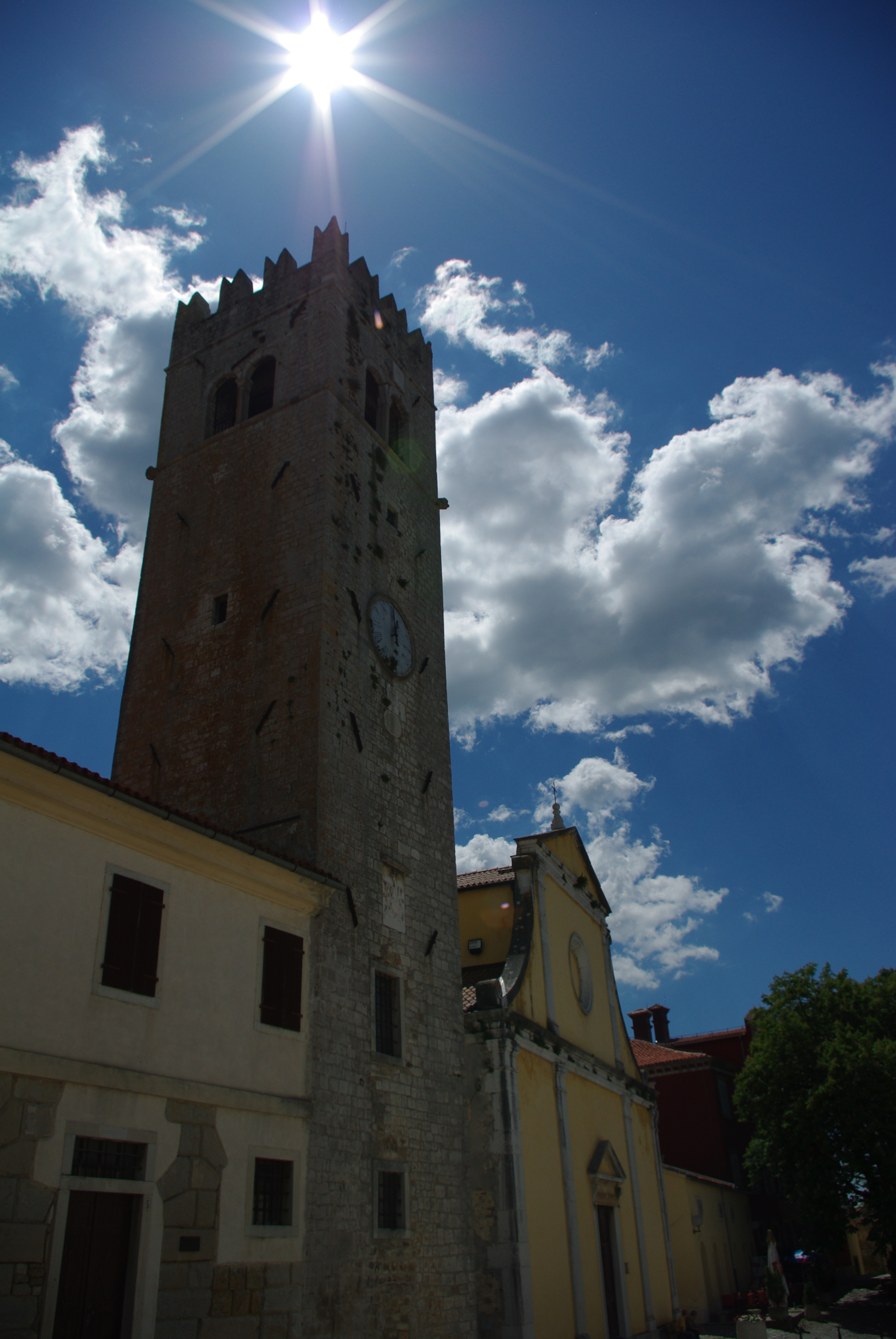
モトヴンの古い教会

後期ルネサンス様式の聖ステパノ教会Sveti Stjepanは正確には17世紀に建築が始まり、スケッチによればおそらく設計したのは著名なヴェネツィアの建築家アンドレーア・パッラーディオ（1508-1510）である。教会にはフランチェスコ・ボナッゾFrancesco Bonazzoによる聖ステファンと聖ローレンスの大理石の彫像や17世紀の不明のヴェネツィア人芸術家の「最後の晩餐」などの作品が含まれている。14-15世紀頃の水溜が教会の正面にある。

### モトヴンの森
ミルナ川は丘の下を流れ、川の反対側は有名なモトヴンの森で面積はミルナ川と谷に10平方キロメートルの面積があり、そのうち280ヘクタールは特別に保護されている。この地域は近くの森林と比べて異なるだけでなく、カルスト地域全体とも野生動物や土壌が異なり、豊かで貴重な黒や白のトリュフが生育している。地下で生育したトリュフを収穫するため、特別に訓練された犬が使われている 。最も一般的な森の木はヨーロッパナラかフユナラで、スラヴォニアオークの森と比較し得る。モトヴンの森の開発のため自然条件を維持するためミルナ川は治水され谷全体は洪水から守られているが、保護地域でも時折洪水に見舞われる。丘の斜面上では有名なイストリアワイン用のブドウが栽培されている。（テラーノやマルヴァジアワイン）

### ヴェリ・ヨジェの伝説
モトヴンは今日、イストリアの人々の中では穏やかで良い巨人であるヴェリ・ヨジェVeli Jožeの街として知られ、この巨人はイストリアのクロアチアの人々を象徴している。物語はヴラディミル・ナゾルにより書かれ、彼は20世紀の最も重要なクロアチア人作家の一人でこれはファシズム（1900-1914）に対するクロアチア人の全国闘争への答えでもあった。物語は今日、クロアチア中で知られヴェリ・ヨジョ（大きなジョー）のキャラクターはかなり正確に町とリンクしている。

### 今日のモトヴン

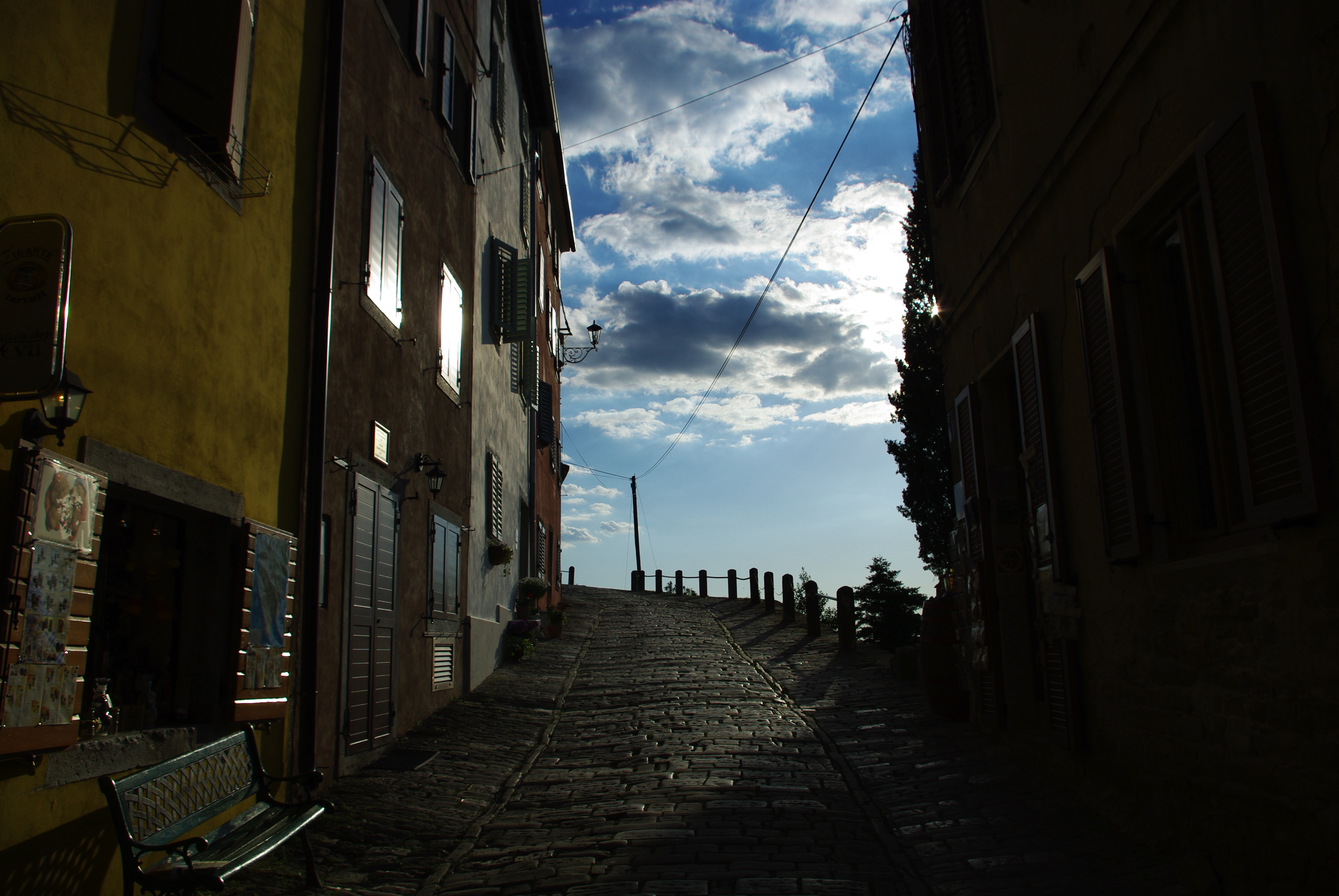
モトヴンの通り

1999年以来、モトヴンでは国際的なアメリカやヨーロッパからの独立や前衛的映画のためのモトヴン国際映画祭が開催されている。
モトヴンの現在の地元の大きな問題は海外の開発業者との争いである。開発業者は2つの18ホールのゴルフコースと500ベッドを超えるリゾートを町の谷の下に現在ある9ホールのゴルフコースといくつかの地元のコミュニティに広げようとしているが、プロジェクト周辺の不動産投機や自然保護のためヴィラのための123の建物用地の拒否、川の反対側のトリュフの生育へのダメージへの懸念から開発業者の計画に反対している人もいる。反対と同じように多くは年間の仕事や地元の観光収入が増えることから歓迎しており、この問題では意見が分かれている。環境影響調査は現在では完了している。

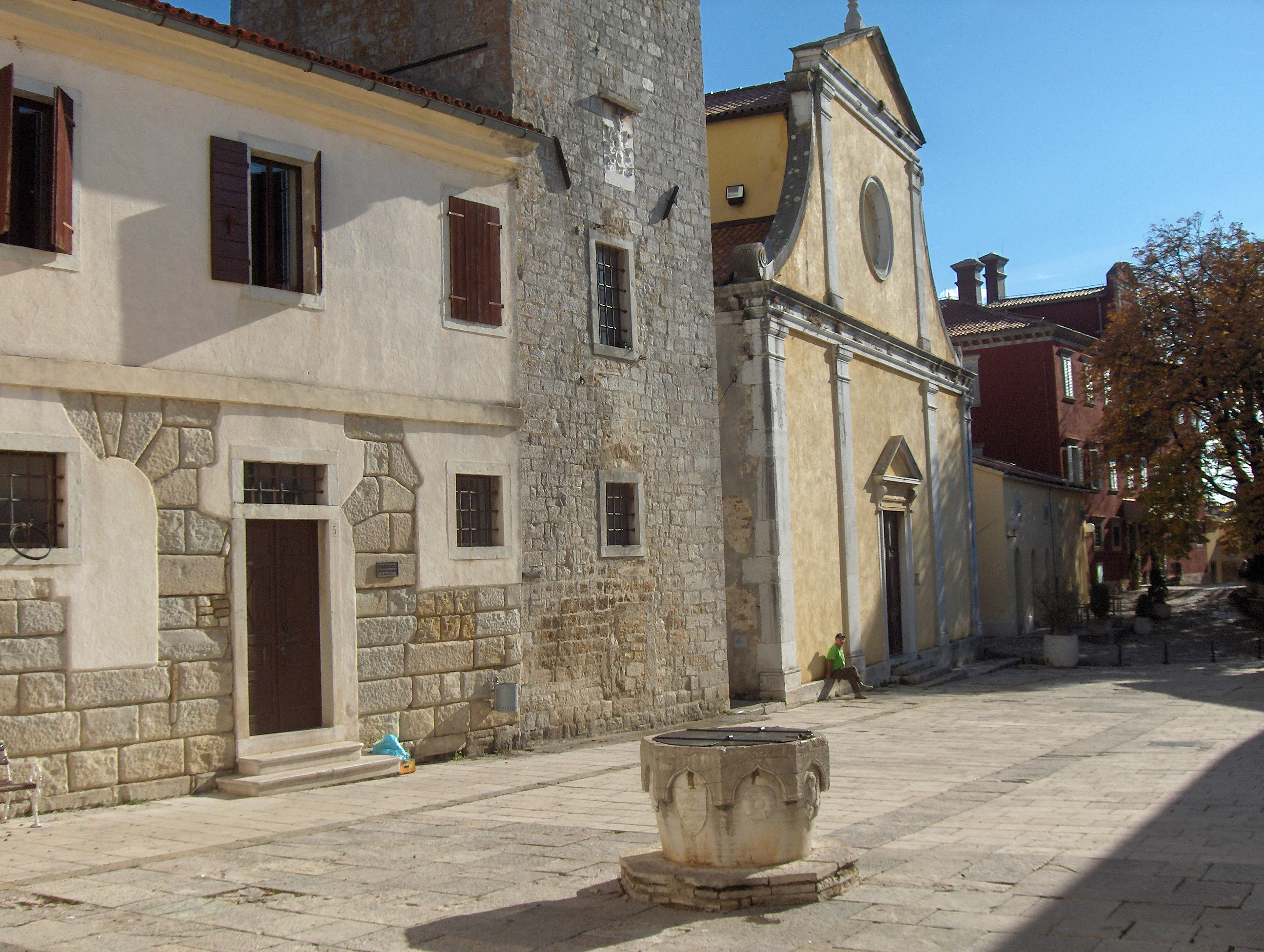
聖ステパノ教会の泉

モトヴンの平面図が1993、1995、2001、2004年に発行された10クーナ紙幣の裏側に表されている
。

## 著名人
- モトヴンはレーシングドライバーであるマリオ・アンドレッティとアルド・アンドレッティ（英語版）の双子の兄弟の生誕地である。彼らは1940年に生まれ、兄弟は手作りの木の自動車で急な通りを競争していた。第二次世界大戦後、イストリアはユーゴスラビア社会主義連邦共和国を構成するクロアチア社会主義共和国の一部となった。一家は他のイタリア系の人々と同様に移住している。彼らはルッカ近くのキャンプに1948年から1955年まで暮らしていた。アンドレッティ一家は再びアメリカのペンシルベニア州のナザレへ再移住した。

- モトヴンはまた1495年にルネサンスでは著名なイタリアの楽譜印刷工のアンドレア・アンティーコ（英語版）の生誕地でもあり、楽譜を印刷するための最初の可動式の木製活版を発明した。彼はローマで1510年に出版を始め、後に教皇レオ10世から特許を取得しオルガンのための多音音楽などを発行している[2]。